# Gudimavu, Bangalore South
Gudimavu là một làng thuộc tehsil Bangalore South, huyện Bangalore Urban, bang Karnataka, Ấn Độ.